# الزعفران (قرية)
الزعفران، قرية رئيسية تابعة لمركز الحامول التابع لمحافظة كفر الشيخ في جمهورية مصر العربية.

## تاريخ
أنشئت القرية عام 1912 باسم الأبعادية القبلية، وفي عام 1925 تم تغيير اسمها إلى اسمها الحالي، وذلك لأن أراضيها كانت ملك الحكومة المصرية، وباعتها الحكومة إلى الملك فؤاد الأول، واشترت بثمن الأراض سراي الزعفران بالقاهرة، لذلك رأت الخاصة الملكية تسمية البلدة بالزعفران إحياء لذكرى سراي الزعفران التي أعطيت بدلاً منها.
وفي عام 1931، صدر قرار بفصل أراضي الزعفران بزمام خاص لها، فقد تم اقتطاع زمام لها من من نواحي بيله والكفر الشرقي التابعة لمركز طلخا وقتها، والكوم الطويل بمركز كفر الشيخ. وبذلك أصبحت ناحية قائمة بذاتها، وأصبحت تابعة لمركز طلخا. فلما أنشئ مركز بيلا عام 1938، ألحقت به لقربها منه.
وفي عام 1978، تم ضم القرية إلى مركز الحامول بعد إنشاؤه بفصله عن مركز بيلا.

## السكان
بلغ عدد سكان الزعفران 22,240 نسمة، حسب الإحصاء الرسمي لعام 2006.